# Red Bank (wybrzeże Halifax Harbour)
Red Bank – stromy brzeg (bank) w kanadyjskiej prowincji Nowa Szkocja, w hrabstwie Halifax (44°30′59″N, 63°31′46″W), na zachodnim wybrzeżu zatoki Halifax Harbour; nazwa urzędowo zatwierdzona 20 października 1975.